# Lokan tekojärvi
Lokan tekojärvi – zbiornik zaporowy na rzece Lurio w północnej Finlandii, największe sztuczne jezioro w tym kraju. Znajduje się w Laponii. W zależności od poziomu lustra wody powierzchnia jeziora wynosi od 216 do 418 km². Wysokość lustra jeziora nad poziomem morza to 240–245 m. Napełnianie zbiornika zaczęło się w 1967 roku. Dzięki niemu można regulować wodę potrzebną do działania elektrowni na rzece Kemijoki. Zbiornik słynie z bogatej populacji ryb oraz bielika zwyczajnego.